# 毛儿盖会议
毛儿盖会议是长征途中，中国共产党1935年8月20日在四川省松潘县毛儿盖（今毛儿盖镇）召开的中央政治局扩大会议。毛尔盖会议会址现为全国重点文物保护单位。
1935年6月12日红一方面军在懋功达维与红四方面军先头部队会师。6月26日召开中共中央政治局扩大会议（两河口会议），决定一、四方面军会合后，向北取得甘肃南部，以创造川陕甘苏区根据地，在战役上首先集中主力消灭与打击胡宗南军，夺取松潘与控制松潘以北地区。会议后, 中共中央率红军主力自懋功一带继续北上。7月16日，先头部队到达毛儿盖。因张国焘主张南下，反对北上，松潘作战计划被迫取消，红军经松潘草地北上。8月3日，中共将红军混编为左右两路军，中共中央随右路军行动，并制定进军甘南的夏河洮河作战计划。8月4日—6日在毛儿盖附近的沙窝寨（今下八寨乡血洛）召开沙窝会议。会议重申两河口会议确定的北上战略方针，强调创造川陕甘根据地，是当前红一、四方面军面临的历史任务。8月20日，中共中央政治局在毛儿盖召开扩大会议，毛泽东在会上的报告中，论证了北上方针的正确性，会议通过了《中共中央政治局关于目前战略方针之补充决定》，提出占领洮河流域地区，并以此为依据，向东取得陕甘之广大地区。会后红军右路部队通过松潘草地。8月26日，走出松潘草地的红军发动包座战役，随后进入甘肃迭部县，9月12日召开了俄界会议。